# دستور الثالث من مايو عام 1791

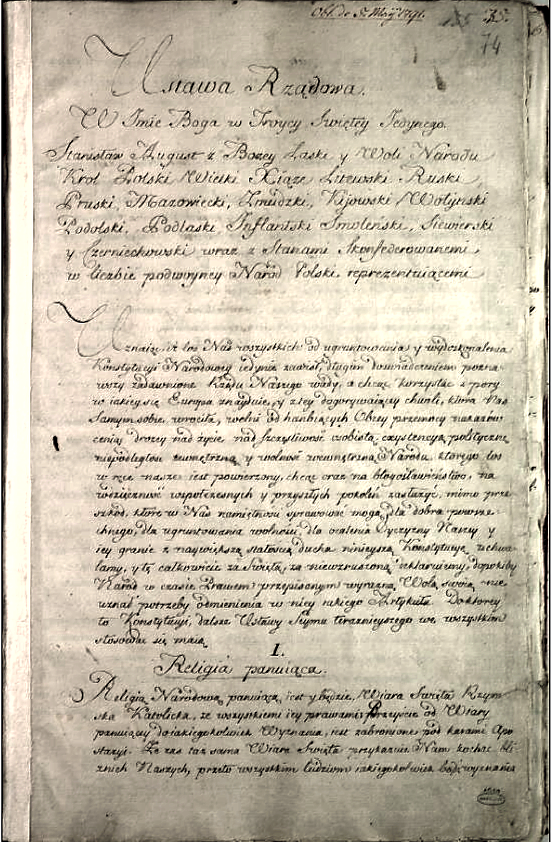
الصفحة الأولى من المخطوطة الأصلية لدستور الثالث من مايو عام 1791

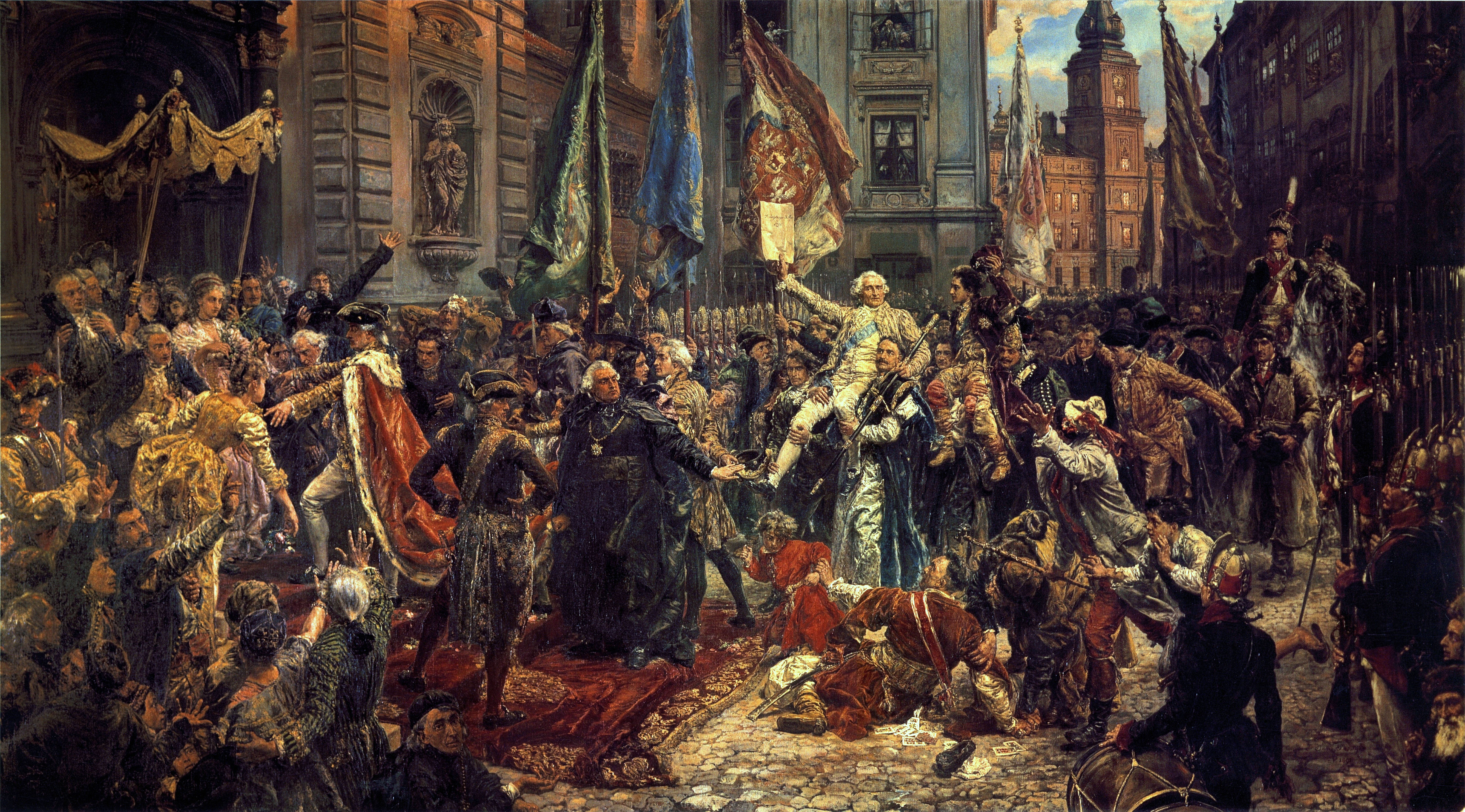
لوحة دستور 3 مايو 1791 بريشة يان ماتيكو

دستور الثالث من شهر مايو عام 1791 (بالبولندية: Ustawa Rządowa)‏ هو دستور تبناه مجلس النواب أو السيم البولندي (مجلس النواب الذي يستمر لمدة 4 سنوات، منذ عام 1788 وحتى عام 1792) في الكومنولث البولندي الليتواني، والأخير هو ملكية مزدوجة تتألف من تاج مملكة بولندا ودوقية ليتوانيا الكبرى. وُضع الدستور لتصحيح الأخطاء والعثرات السياسية في الكومنولث، وسبقتها فترة من الاضطرابات المطالبة بالإصلاحات، بدءًا من جلسة السيم عام 1764 وحتى انتخاب ستانيسواف أغسطس بونياتوفسكي في العام ذاته ليصبح آخر ملك للكومنولث.
سعى الدستور إلى تطبيق ملكية دستورية أكثر فاعلية، فُطرحت المساواة السياسية بين عامة الشعب والنبلاء، ووُضع عامة الشعب تحت حماية الحكومة، ما خفف من وقع العبودية والإساءات المرافقة لها. حظر الدستور المؤسسات البرلمانية الضارة مثل ليبيروم فيتو (الفيتو الاختياري أو الاعتراض دون قيد)، وهو جهاز في البرلمان البولندي يسمح لأي عضو بإلغاء أي جلسة وإبطال أي قرار يتبناه مجلس السيم. جاء رد جيران الكومنولث عنيفًا على تبني الدستور الأخير. أنهى الملك فريدريك وليام الثاني تحالف بروسيا مع الكومنولث البولندي الليتواني، وانضم إلى الإمبراطورة الروسية كاترين الثانية وكونفدرالية تارغوفيتسكا المؤلفة من نبلاء الكومنولث المعادين للإصلاح، وكان هدف هذا الحلف القضاء على الكومنولث خلال الحرب البولندية الروسية عام 1792.
كان دستور 1791 ساريًا لمدة تقل عن 19 شهرًا، ثم أُبطل من طرف سيم غرودنو، آخر سيم في الكومنولث، والذي انعقد في عام 1793، رغم الشكوك المتعلقة بسلطة السيم الشرعية وهل يُعتبر إلغاء الدستور إجراءً قانونيًا أم لا. أدى تقسيم بولندا الثاني والثالث (في عامي 1793 و1795) إلى إنهاء كيان بولندا المستقل بشكل تام حتى نهاية الحرب العالمية الأولى تقريبًا في عام 1918. خلال تلك السنوات الـ123، ساهم دستور عام 1791 في الحفاظ على معنويات البولنديين وطموحاتهم المتمثلة باستعادة استقلال بلادهم الذاتي. وفقًا لكلمات اثنين من مؤلفي الدستور الأساسيين، وهما إغناسي بوتوسكي وهوغو كولتاي، كان دستور عام 1791 «آخر وصية وشهادة للوطن المنتهي».
جمع دستور الثالث من مايو عام 1791 الملكية الجمهورية مع الإدارات، والسلطات التنفيذية، والتشريعية، والقضائية. يُعتبر دستور 1791 عمومًا أول دستور أوروبي وطني مكتوب وحديث، والثاني عالميًا بعد دستور الولايات المتحدة الذي دخل حيز التنفيذ عام 1789.

## خلفية
يعود تاريخ الدستورية في بولندا إلى القرن الثالث عشر، عندما كانت الحكومة موجودة في الدولة البولندية الفتية عبر الإجماع والتمثيل الحكومي. تبع ذلك تأسيس أجهزة حكومية مثل السيم والسيميكي. بحلول القرن السابع عشر، اتسم التقليد السياسي والقانوني البولندي بالمؤسسات البرلمانية ونظام مراقبة سلطة الدولة وتوازنها، فكانت السلطة مقيدة باللامركزية، وبرزت فكرة دولة العقد الاجتماعي، وتجسدت في النصوص القانونية مثل البنود الهنريكية، وبنود الاتفاقية، ومبدأ الحريات الفردية، وفكرة أن الملك مدين بواجباته لرعاياه. عُرف هذا النظام، الذي استفاد منه النبلاء البولنديون بشكل أساسي، بـ«ديمقراطية النبلاء».

### نهاية العصر الذهبي
جاء دستور عام 1791 استجابة للوضع الحرج والخطر المتزايد في الكومنولث البولندي الليتواني الذي اعتُبر واحدًا من القوى الأوروبية العظمى قبل قرن من الزمن، واستمر بصفته أكبر دولة في القارة الأوروبية. في تسعينيات القرن السادس عشر، وفي أوج ديموقراطية النبلاء، استهجن الواعظ اليسوعي بيوتر سكارغا، في بلاط الملك زيغمونت الثالث فاسا، ضعف الكومنولث البولندي الليتواني. في الفترة ذاتها، طالب عدد من الكتاب والفلاسفة بإصلاحات سياسية، من بينهم أندجي فريدج مودجفسكي، وفافجنيس غجيماوا غوشليسكي، وحركة الإصلاح المطالبة بتنفيذ القوانين إكزيكوتسيا براف التي قادها يان زامويسكي. في عام 1656، أدى الملك يان الثاني كاجيميرش فاسا، وهو ابن الملك زيغمونت فاسا، قسم اليمين في كاتدرائية لفوف «القديمة» ممثلًا جمهورية بولندا بأكملها، وأقسم على تحرير عامة الشعب البولندي من «الأعباء غير العادلة والاضطهاد». اختلف الملك يان الثاني بشدة مع السيم، وفي عام 1661، توقع الملك -الذي شهد عهده حروبًا طاحنة ومدمرة، بالإضافة إلى العراقيل التي وضعها النبلاء- دقة الخطر المحدق بالكومنولث البولندي الليتواني والمتمثل بتقسيم الكومنولث على أيدي روسيا وبراندنبورغ والنمسا.
فشل مجلس السيم في تنفيذ الإصلاحات الكافية، وأصبحت آلية عمل الكومنولث غير فعالة بشكل متزايد. كان حق الفيتو الاختياري الذي تمتع به نواب السيم أحد الأسباب الرئيسة لانهيار الكومنولث، فمنذ عام 1652، سُمح لأي نائب في مجلس السيم إلغاء أي تشريع يقره المجلس نفسه. تلقى أعضاء البرلمان رشاوى من النبلاء أو السلطات الأجنبية حتى -تحديدًا الإمبراطورية الروسية ومملكة بروسيا وفرنسا- أو من طرف النواب الذين استفادوا من «العصر الذهبي» وشلّوا حكومة الكومنولث لأكثر من قرن من الزمن. لا يمكن حلّ معضلة الفيتو الاختياري إلا عن طريق إنشاء «سيم كونفدرالي» كان حصينًا تجاه حق الفيتو الاختياري.
بحلول بداية القرن الثامن عشر، تحكم أقطاب بولندا وليتوانيا بالدولة، وضمنوا بذلك عدم صدور أي إصلاحات تضعف وضعهم الاجتماعي المتميز («الحرية الذهبية»، التي تعني أن جميع النبلاء في بولندا يتمتعون بنفس المكانة الاجتماعية والقانونية، ويتمتعون بحقوق وامتيازات قانونية إضافية).
لم يتمكن الملوك الضعفاء الذين انتُخبوا لعرش الكومنولث في أوائل القرن الثامن عشر من إصلاح الوضع، أمثال أغسطس الثاني القوي، وأغسطس الثالث ملك بولندا من آل فيتن. حاول ملوك آل فيتن، الذين اعتادوا على الحكم الملكي المطلق في أراضيهم السابقة في ساكسونيا، حكم الكومنولث عن طريق التهديد باستخدام القوة، ما أدى إلى سلسلة من الصراعات بين أنصار هؤلاء الملوك ومعارضيهم؛ كان من بين أولئك المعارضين أحد الأشخاص الذين ادعوا أحقيتهم بالعرش البولندي، وهو ستانيسلاف ليزينسكي. اتخذت تلك الصراعات في أغلب الأحيان شكل الكونفدراليات -ثورات شرعية ضد الملك تستمد شرعيتها من الحريات الذهبية- مثل كونفيدرالية وارسو (1704)، وكونفدرالية ساندوميرش، وكونفدرالية تارنوغرود، وكونفدرالية دجيكوف، وحرب الخلافة البولندية. خلال عهد الملك أغسطس الثاني، أقرّ السيم تشريعات وقوانين في 8 جلسات فقط من أصل 18 جلسة. خلال 30 عامًا من عهد أغسطس الثاني، استطاعت جلسة واحدة فقط من جلسات البرلمان إقرار التشريعات. كانت الحكومة على وشك الانهيار، ما أدى إلى بروز مصطلح «الأناركية البولندية»، وكانت المجالس الإقليمية، بالإضافة إلى الأقطاب السياسية، مسؤولة عن إدارة البلد.
قاد عدد من الأشخاص محاولات إصلاحية خلال عهد آل فيتن، من بينهم ستانيسواف دونين كارفيتسكي، وستانيسواف أنتوني شتشوكا، وكارجيميش كارفوفسكي، وميخاو يوزف ماسالسكي، لكن محاولاتهم باءت بالفشل.

### الإصلاحات الأولى
أثرت حركة التنوير بشدة على تفكير الدوائر الفاعلة والمؤثرة في الكومنولث خلال عهد آخر الملوك، وهو ستانسواف الثاني أغسطس بونياتوفسكي (1764–95). كان الملك واحدًا من الأقطاب البولندية «المتنورة»، وكان نائبًا في عدد من مجالس السيم بين عامي 1750 و1764، ولديه فهم أعمق بالسياسة البولندية مقارنة بالملوك السابقين. دعمت عائلة تشارتوريسكي الإصلاحية وحزبها فاميليا السيم المنعقد عام 1764، والذي انتُخب من خلاله بونياتوفسكي ملكًا، بالإضافة إلى دعم القوات العسكرية الروسية بناء على دعوة من آل تشارتوريسكي. سمح الروس والبروسيون للسيم المنعقد بتنفيذ عدد من الإصلاحات مقابل الإقرار على مراسيم تصب في مصلحتهم. فأقر السيم بذلك عدة إصلاحات من بينها إضعاف حق الفيتو الاختياري، ولم يعد بالإمكان تطبيقه على الأمور المتعلقة بخزينة الدولة واقتصادها.